# اس‌ام‌ئی اوردننس
اس‌ام‌ئی اوردننس (انگلیسی: SME Ordnance) شرکت صنایع جنگ‌افزاری مالزیایی است، که در سال ۱۹۶۹ تأسیس شد.